# ミシェル・バーク
ミシェル・バーク（Michelle Burke,  1970年11月30日 - ）は、アメリカ合衆国の女優である。

## 来歴
1970年、オハイオ州ディファイアンスに生まれる。デビューする前までは、演劇の勉強などをしたことがなかったが、女優を目指してロサンゼルスへ移り住み、1993年にテレビ番組『サタデー・ナイト・ライブ』に登場するキャラクターが原案のコメディ映画『コーンヘッズ』で映画デビューを果たした。同作品では『サタデー・ナイト・ライブ』内でコーンヘッド夫妻を演じたダン・エイクロイドとジェーン・カーティンがそのまま出演しており、バークは二人の娘役のコニー・コーンヘッドを好演している。1994年には、日本から石橋貴明もキャストとして出演した『メジャーリーグ2』で、チャーリー・シーンの恋人役を演じた。

## 私生活
現在はロックバンド「Ringside」のメンバーであるスコット・トーマスと結婚しており、3児の母親でもある。

## 出演作品

### 映画
- コーンヘッズ Coneheads (1993)
- バッド・チューニング Dazed and Confused (1993)
- メジャーリーグ2 Major League II (1994)
- 甘い囁き The Last Word (1995)
- 国際諜報員ハリー・パーマー/三重取引 Midnight in Saint Petersburg (1996) ※テレビ映画
- Caged Hearts (1996)
- ノートリアス7 The Notorious 7 (1997)
- Telling You (1998)
- LOL (2012)
- Ben and Becca (2012) ※短編映画

### テレビドラマ
- Parker Lewis Can't Lose (1993)
- ハリウッド・ナイトメア Tales from the Crypt (1994)
- Dr.マーク・スローン Diagnosis Murder (1995, 2001)
- スライダーズ Sliders (1996)
- The Last Don (1997)
- The Last Don II (1998)
- Little Men (1998 - 1999)
- Mysterious Ways (2001)
- THE DIVISION The Division (2002)
- クリミナル・マインド 特命捜査班レッドセル Criminal Minds: Suspect Behavior (2011)